# Jo Bonfrère
Pour les articles homonymes, voir Bonfrère.
Johannes Fransiscus « Jo » Bonfrère (né le 15 juin 1946 à Maastricht) est un ancien joueur, et entraîneur de football néerlandais.

## Biographie
Bonfrère commence sa carrière d'entraîneur en entraînant l'équipe du Nigeria pour les Jeux olympiques d'Atlanta en 1996 où ils gagnent la médaille d'or.
Il retourne entraîner le Nigeria en 1999 et participe à la CAN 2000 coorganisée par le Nigeria et le Ghana. Ils parviennent en finale et perdent aux tirs au but contre le Cameroun.
Il entraîne par la suite le club égyptien d'Al Ahly durant la saison 2002-2003 où il finit 2e lors de la dernière journée avec une différence de deux points.
En juin 2004, il devient le nouveau sélectionneur de la Corée du Sud en remplacement d'Humberto Coelho qui avait quitté l'équipe après un match nul contre les Maldives lors des qualifications pour le mondial 2006. La Corée se qualifie pour le mondial, mais l'entraîneur résilie son contrat le 23 août 2005 pour des différends avec des dirigeants coréens et est remplacé par Dick Advocaat (3e sélectionneur néerlandais de Corée du Sud).
Bonfrère rejoint le championnat chinois en s'engageant avec les Dalian Shide dans un contrat d'un an.